# Kitab al-Majmu
El denominado Kitab al-Majmu‘ (en árabe: كتاب المجموع‎ "El libro de la colección") es un libro de cuya existencia se duda, pero que algunos eruditos musulmanes sunnitas afirman que sería la principal fuente de enseñanzas de la secta islámica del Alauismo. Estos sostienen que el libro no es de publicación libre y que sólo pasa de maestro a discípulo dentro de la secta. Los alauitas, sin embargo, rechazan la existencia de este libro como infundada y sostienen que su principal fuente de enseñanzas es la célebre recopilación de sermones, cartas, exégesis coránica y narraciones atribuidos a Alí, conocida como Nahj al-Balagha (La cumbre de la elocuencia).
De acuerdo con el profesor Matti Moosa:
"el Kitab al-Majmu contiene dieciséis suras incorporadas por Sulayman al-Adani en su recopilación Kitab al-Bakura... El Kitab al-Majmu fue traducido y publicado en francés por René Dussaud en su Histoire et Religion des Nosairis (Historia y religión de los nusayríes), 161-98. El mismo texto en árabe se encuentra en el libro de Abu Musa al-Hariri al-Alawiyyun al-Alawiyya (Dubai: Dar al-Itisam, 1980), 145-74".
El hombre que reveló la existencia del libro fue Sulayman al-Adani, un alauita convertido al Cristianismo.